# Rhodotorula javanica
Rhodotorula javanica är en svampart som först beskrevs av Ruinen, och fick sitt nu gällande namn av Arx & Weijman 1980. Rhodotorula javanica ingår i släktet Rhodotorula, ordningen Sporidiobolales, klassen Microbotryomycetes, divisionen basidiesvampar och riket svampar.   Inga underarter finns listade i Catalogue of Life.